# Richard Sternfeld (Historiker)
Richard Sternfeld (* 15. Oktober 1858 in Königsberg i. Pr.; † 21. Juni 1926 in Berlin) war ein deutscher Historiker, Komponist und Musikhistoriker.

## Leben

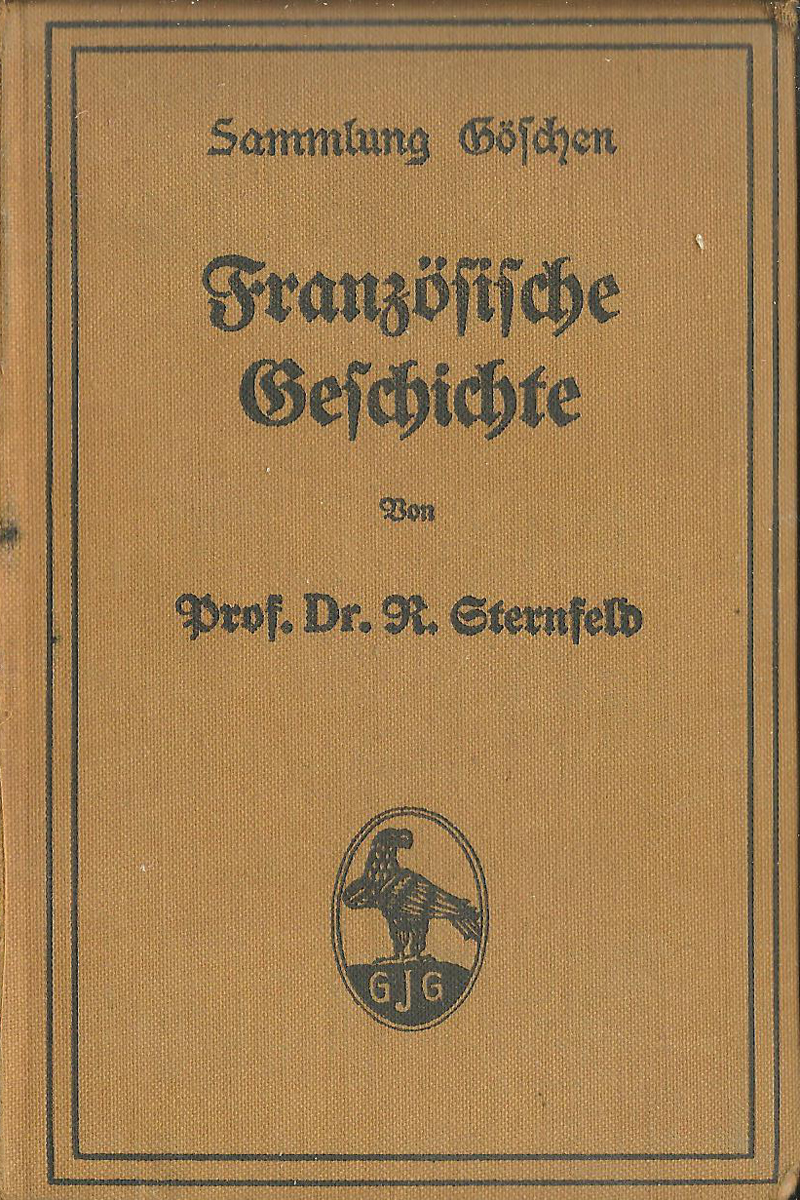
Prof. Dr. R. Sternfelds Französische Geschichte erschien als Band 85 in der Sammlung Göschen

Richard Sternfeld besuchte das Kneiphöfische Gymnasium seiner Heimatstadt. Nach dem Abitur studierte an der Albertus-Universität zu Königsberg und der Friedrich-Wilhelms-Universität zu Berlin. Er wurde im Sommersemester 1876 Mitglied der Königsberger Burschenschaft Gothia, welcher er zeitlebens treu blieb. Die Friedrich-Wilhelms-Universität promovierte ihn 1880 mit einer von Harry Bresslau betreuten Dissertation zur Geschichte des Königreichs Arelat zum Dr. phil. Ebenfalls in Berlin habilitierte er sich 1888. 1899 wurde er zum a.o. Professor für Geschichte ernannt.
Er befasste sich mit Giovanni Battista Orsini, Papst Nikolaus III., Costanzo Festa, Ludwig van Beethoven, Richard Wagner, Hans von Bülow, Camillo Benso von Cavour, Wilhelm I., den Bayreuther Festspielen, den Hohenzollern und der Siegesallee.
Richard Sternfeld war königlich-preußischer Geheimrat. Er starb 1926 im Alter von 67 Jahren in Berlin. Beigesetzt wurde er auf dem Friedhof Zehlendorf. Das Grab ist nicht erhalten.

## Familie
Die Ehe von Richard und Maria Sternfeld blieb kinderlos. Seine Witwe heiratete später einen Arzt namens Leydhecker (den Großvater des Augenarztes Wolfgang Leydhecker) und unterstützte die Nationalsozialisten finanziell. Sie starb 1931 oder 1932.

## Schriften
- Das Verhältnis des Arelats zu Kaiser und Reich vom Tode Friedrichs I. bis zum Interregnum. Neubürger, Dessau 1880.
- Hans von Bülow. (Rede, gehalten bei der Gedächtnisfeier des Wagner-Vereins Berlin am 22. März 1894). Fritzsch, Leipzig 1894.
- Französische Geschichte (= Sammlung Göschen. 85). G. J. Göschen’sche Verlagsbuchhandlung, Leipzig 1898.
- mit Carl Röhling: Die Hohenzollern in Bild und Wort. Martin Oldenbourg, Berlin 1899, (Digitalisat).
- Die Siegesallee. Amtlicher Führer durch die Standbildergruppen. Herausgegeben auf Veranlassung des Königlichen Unterrichtsministeriums. Martin Oldenbourg, Berlin 1900, (Digitalisat).
- Richard Wagner und die Bayreuther Bühnenfestspiele. Gesammelte Aufsätze (= Deutsche Bücherei. 47–48, ZDB-ID 259803-6). 2 Bände. Expedition der Deutschen Bücherei u. a., Berlin 1906, (archive.org Band 1; archive.org Band 2).
- Der Kardinal Johann Gaëtan Orsini (Papst Nikolaus III.). 1244–1277. Ein Beitrag zur Geschichte der Römischen Kurie im 13. Jahrhundert (= Historische Studien. 52, ZDB-ID 514152-7). Ebering, Berlin 1905, (Nachdruck: Vaduz 1965).
- Musikalische Skizzen und Humoresken. Bosse, Regensburg 1914.
- Richard Wagner und der heilige deutsche Krieg. Gerhard Stalling, Oldenburg 1915, (Digitalisat).
- Kaiser Wilhelm I. in unserer Zeit (= Kriegsschriften des Kaiser-Wilhelm-Dank. Verein der Soldatenfreunde. H. 47, ZDB-ID 514867-4). Verlag Kameradschaft, Berlin 1916, (Digitalisat).
- Die November-Revolution im Lichte der Februar-Revolution 1848, in: Der Tag Nr. 13, 23. Januar 1919, S. 1f.
- Die nationale Einigung Italiens im 19. Jahrhundert (= Bücherei der Kultur und Geschichte. 7, ZDB-ID 541504-4). Schroeder, Bonn u. a. 1920.
- Festa. Reher, Berlin 1920.